# То (лик)
То је фиктивни лик из серијала романа Стивена Кинга, који се први пута појавио као насловни антагонист Кинговог романа из 1986. године. Оно је психопатски, демонски ентитет непознатог порекла, који живи у канализацијама измишљеног градића. Сваких 27 година, То се буди из свог сна и опседа градић, отимајући притом децу коју убија и једе. Оно посједује мноштво наднаравних моћи, а најучесталије су манипулација, способност да буде неприметан од стране одраслих и промена облика. У току приче, Оно се најчешће манифестира као Пенивајз, расплесани кловн.
У интервјуу из 2013. године, Кинг је рекао да је на идеју за То дошао након што се запитао шта то плаши децу „више од ичега на свијету”. Осећао је како је одговор кловн, мада му је напамет пао и трол попут онога из бајке „De tre bukkene Bruse”, који живи у канализацији.
То се два пута појавило на филмском платну. Први пута у истоименој минисерији из 1990. године, где га је тумачио Тим Кари, који је добио саме похвале за своју интерпретацију. Друга интерпретација појавила се у истоименом филму из 2017. године, где га је тумачио Бил Скарсгорд, такође похваљен за интерпретацију; Скарсгорд је репризирао своју улогу и у наставку из 2019. године.
Иако се појавио само у роману То, Пенивајз је споменут у неколико других дела, чиме је потврђено како је део ширег литерарног универзума Стивена Кинга.

## Фиктивни универзум
У истоименом роману, То је бесмртан комичког ентитета који може мењати облик. Након што је дошао на Земљу, То би спавао/хибернирао отприлике 27 до 30 година, након чега би се пробудио да изазива хаос и храни се децом. Иако се најчешће појављивао у лику кловна, Пенивајз се могао трансформисати у целу плејаду различитих ликова, а махом би се концентрирао на оно чега су се његове жртве највише бојале.
То је, чини се, настало у празнини која садржава и окружује Универзум — место које се у романима назива „Макроверзум”. На неколико места у роману, То тврди да му је право име Боб Граy, док је „То” име које су му дала деца која су се против њега борила. Кроз књигу, То је углавном ословљаван у мушком роду; ипак, касније у књизи, деца посумњају како би могао бити и женског рода (због чињенице да се манифестира као велика женка паука). Уз то, након што виде његову стварну форму, Одри Денбург каже: „О драги Боже, То је женско”. Упркос овоме, прави облик који То има остаје непознат. Физичка форма коју То узима је она дивовског паука, али то је најближе оному што људски ум може перципирати. Његова стварна форма није у потпуности оно што деца виде. У стварности, права форма коју Оно има егзистира у међудимензионалном подручју назива се „Деадлигхтс”. Бил Денбрух у једном тренутку дође поприлично близу да види та светла, али успева свладати То пре него се то догоди. Та светла се никада не виде и њихова физичка форма изван међудимензионалног подручја остаје непозната, али је описана као уништавајућа наранчаста светлост. Долазак у дотицај с тим светлима доводи особу до лудила (што је класични лавкрафтијански елемент). Једине особе које су дошле у дотицај са светлима и преживеле су су: Билова супруга, Одри Филипс и Беверли Марч, мада је свако од њих упао у стање кататоније након тог искуства.
То има природног непријатеља — Корњачу, такође становника Кинговог „Макроверзума”, која је, прие много еона, створила наш универзум, а могуће и друге. Корњача се поново појављује у серијалу Тамни Дворац. Књига сугерира како су и То и Корњача заправо креације један другог, свемоћног створитеља који се назива „Други”. Корњача и То су вечни непријатељи, тако да није необично да Корњача помаже деци у њиховој борби против демонског кловна. То би, заправо, могао бити или Твајнер, или један од шест виших демонских ентитета које Миа спомиње у роману Мрачни Торањ, с обзиром да паук није један од Чувара ветрова. То је у наш свиет дошао током праисторијских времена у масивном, катаклизмичном догађају сличном удару астероида на локацију данањег Мејна.
У роману постоји неколико диелова приказаних из Његове перспективе, а у којима То себе назива „супериорним бићем”, Корњачу описује као неког „близу супериорности”, а људе као најобичније „играчке”. То објашњава како преферира убијати и прождирати децу, не због своје природе, него зато што су страхови деце лакши за интерпретирати у физичкој форми, дакле децу је лакше истински престрашити. То упоређује са „сољењем меса”. Његово буђење и повратак у хибернацију означавају период великог насиља, само један пример чега је нестанак више од 300 становника Дирyја у периоду од 1740. до 1743. године. Током 1957. године, То се пробудио усред велике олује која је поплавила део Дирyја те је кренуо у своје убилачко храњење, које је започело с бруталним убиством Биловог брата, Џорџија Динброуха. Ипак, деца су на концу успела послати То на ранију хибернацију након што га је Бил тешко ранио. То се опетовано ишчуђавао над победама деце над њим самим те је при самом крају почео преиспитивати је ли заиста супериоран као што је мислио. Ипак, То никада није поверовао да су деца индивидуално довољно снажна да га поразе, приписујући њихову победу чињеници да је „Други” деловао кроз њих као групу. То је на крају уништено, а његову смрт је обежила велика олуја која је девастирала центар Дирyја.
У роману, када господин Гроy покушава убацити црва у водовод Дирyја, То више није присутан у канализацијама због поплаве из 1985. године. На његовом месту налази се бронзана статуа двоје деце са спомен-плочом, посвећеној жртвама поплаве и Тоа. Плоча је вандализована натписом „Пенвајз живи”.